# アフィン群
数学において、体 K 上の n 次元アフィン群（アフィンぐん、英: affine group）とは、n 次元アフィン空間 A 上の正則アフィン変換全体の成す群である。一般アフィン群（英: general affine group）あるいはアフィン変換群ともいう。1 次元アフィン群に属する正則アフィン変換は
{\displaystyle A\to A,\ x\mapsto ax+b\quad (a\in K^{\times },\ b\in K)}
という形をしているので ax + b 群とも呼ばれる。
アフィン群は体 K が実または複素（あるいは四元）数体であるとき、リー群を成す。

## 一般線型群との関係

### 一般線型群からの構成
ベクトル空間 V が与えられたとき、V の原点を「忘れる」ことにより V の台となるアフィン空間 A が得られ、V は A に平行移動として作用する。このとき、V 上の一般線型群 GL(V) を V に自然に作用させれば、その元による線型変換は自己同型となるから、半直積を定義することができて、A のアフィン変換群が V の GL(V) による半直積
{\displaystyle \mathrm {Aff} (A)=V\rtimes \mathrm {GL} (V)}
として書き表される。
V の基底をとって行列の形で考えれば、
{\displaystyle \mathrm {Aff} (n,K)=K^{n}\rtimes \mathrm {GL} (n,K)}
と書くことができる。ここでの GL(n, K) の Kn への自然な作用は行列のベクトルとの積である。

### 点の等方部分群
アフィン空間 A とその上のアフィン変換群が与えられたとき、A の一点 p に対する等方部分群（固定部分群、安定部分群）は同じ次元の一般線型群に同型である（たとえば、Aff(2, R) における点の等方部分群は GL(2, R) に同型）。特定の点を原点として指定することでアフィン空間はベクトル空間となることに注意すれば、これはベクトル空間 (A, p) 上の一般線型群である。
固定する点 p を q に取り替えることで（一意的に）得られる部分群はすべて互いに共軛となるが、しかしどの点も A における特別な点（内在的な原点）ではないので、それらの部分群のどれもが同等であり、それらのなかに自然に選ばれる特定の部分群というものは存在しない。これは横断的部分群 (transverse subgroup) または短完全列
{\displaystyle 1\to V\to V\rtimes \mathrm {GL} (V)\to \mathrm {GL} (V)\to 1}
の分裂写像のとり方が複数あることに対応している。
いっぽう、上でやったように「はじめにベクトル空間 V を与えて」そこからアフィン群を構成した場合には、（ベクトル空間 V には原点という特別な点がもともと内在するので）V の原点を固定する等方部分群は、もともとの V 上の一般線型群 GL(V) そのものである。

## 行列表現
アフィン群を V の GL(V) による半直積として表現すれば、半直積の構成にしたがって、各元は GL(V) に属する行列 M と V に属するベクトル v の組 (M, v) で表され、乗法は
{\displaystyle (M,v)\cdot (N,w)=(MN,v+Mw)}
で与えられる。この乗法は、(n + 1)×(n + 1) のブロック行列として
{\displaystyle \left({\begin{array}{c|c}M&v\\\hline 0&1\end{array}}\right)}
の形に書くことができる。ここで各ブロックを成す行列は、M が K 上の n-次正方行列、v は n-成分列ベクトル、0 は n-成分零行ベクトル、1 は 1-次単位行列である。
厳密に言えば、V を V ⊕ K にアフィン平面 { (v, 1) | v ∈ V } として埋め込むとき、Aff(V) はこの平面を保つ変換全体からなる GL(V ⊕ K) の部分群に自然に同型で、このような実現により上記の行列表現が得られる。特に、行列の n-次正方ブロックと 1-次正方ブロックは直和分解 V ⊕ K に対応している。
相似な表現として、どの列も成分の和が 1 に等しい (n + 1)×(n + 1) 行列で表すこともできる。さきほどの表現からこの種の表現を得るには、変換行列 P として (n + 1)-次単位行列の一番下の行をすべて 1 に取り替えたものをとって相似変換すればよい。
これら二種類のブロック行列はそれぞれ通常の行列の乗法について閉じている。

## 各種のアフィン群

### 一般の場合
一般線型群 GL(V) の任意の部分群 G が与えられたとき、記号を流用してしばしば Aff(G) と表されるアフィン群を、
{\displaystyle {\text{Aff}}(G):=V\rtimes G}
と定義することができる。もっと一般かつ抽象的に、任意の群 G と線型空間 V を表現空間とする G の表現 ρ: G → GL(V) が与えられたとき対応するアフィン群
{\displaystyle V\rtimes _{\rho }G}
がえられるこうして得られたアフィン群は「線型表現による群の拡大」であり、上述のごとく短完全列
{\displaystyle 1\to V\to V\rtimes _{\rho }G\to G\to 1}
が存在する。

### 特殊アフィン群
固定された体積要素を保つ正則アフィン変換全体の成す部分集合、あるいは半直積の言葉で述べれば、元 (M, v) で M の行列式が 1 となるもの全体の成す部分集合は、アフィン群の部分群を成し、特殊アフィン群と呼ばれる。

### ポワンカレ群
ポワンカレ群はローレンツ群 O(1, 3) のアフィン群
{\displaystyle \mathbb {R} ^{1,3}\rtimes O(1,3)}
である。ポワンカレ群は相対性理論において非常に重要である。